# Gran Premio motociclistico di San Marino e della Riviera di Rimini 2013
Il Gran Premio motociclistico di San Marino e della Riviera di Rimini 2013 è stato il tredicesimo Gran Premio della stagione 2013. Le gare si sono disputate il 15 settembre 2013 presso il Misano World Circuit Marco Simoncelli. Nelle tre classi i vincitori sono stati: Jorge Lorenzo in MotoGP, Pol Espargaró in Moto2 e Álex Rins in Moto3.

## MotoGP
Jorge Lorenzo vince la gara, portando a compimento la sua quinta affermazione stagionale, seconda consecutiva dopo quella ottenuta al GP di Gran Bretagna, ventottesima nella classe MotoGP, quarantanovesima della sua carriera nel motomondiale, confermandosi vincitore di questo GP per il terzo anno consecutivo.
Lorenzo, con i 25 punti ottenuti in questa gara, riduce le distanze in campionato da 39 a 34 punti di ritardo dal capoclassifica Marc Márquez, giunto secondo sul traguardo, con Dani Pedrosa, compagno di squadra di Márquez nel team Repsol Honda, terzo a completare il podio.
Colin Edwards con la FTR Kawasaki del team NGM Mobile Forward Racing risulta essere il migliore dei piloti alla guida di motociclette CRT, chiudendo al dodicesimo posto la gara.
La sola variazione nella lista dei partecipanti riguarda Ben Spies che non prende parte a questo GP in quanto infortunato, con il suo posto nel team Ignite Pramac Racing che viene preso da Michele Pirro.

### Arrivati al traguardo
| Pos. | Nº | Pilota           | Squadra                   | Motocicletta       | Giri | Tempo     | Griglia | Punti |
| ---- | -- | ---------------- | ------------------------- | ------------------ | ---- | --------- | ------- | ----- |
| 1º   | 99 | Jorge Lorenzo    | Yamaha Factory Racing     | Yamaha YZR-M1      | 28   | 44'05.522 | 2º      | 25    |
| 2º   | 93 | Marc Márquez     | Repsol Honda              | Honda RC213V       | 28   | +3.379    | 1º      | 20    |
| 3º   | 26 | Dani Pedrosa     | Repsol Honda              | Honda RC213V       | 28   | +7.368    | 4º      | 16    |
| 4º   | 46 | Valentino Rossi  | Yamaha Factory Racing     | Yamaha YZR-M1      | 28   | +15.062   | 3º      | 13    |
| 5º   | 6  | Stefan Bradl     | LCR Honda                 | Honda RC213V       | 28   | +22.355   | 7º      | 11    |
| 6º   | 35 | Cal Crutchlow    | Monster Yamaha Tech 3     | Yamaha YZR-M1      | 28   | +22.599   | 5º      | 10    |
| 7º   | 19 | Álvaro Bautista  | GO&FUN Honda Gresini      | Honda RC213V       | 28   | +31.059   | 8º      | 9     |
| 8º   | 4  | Andrea Dovizioso | Ducati Team               | Ducati Desmosedici | 28   | +42.702   | 9º      | 8     |
| 9º   | 69 | Nicky Hayden     | Ducati Team               | Ducati Desmosedici | 28   | +44.858   | 10º     | 7     |
| 10º  | 51 | Michele Pirro    | Ignite Pramac Racing      | Ducati Desmosedici | 28   | +47.818   | 11º     | 6     |
| 11º  | 38 | Bradley Smith    | Monster Yamaha Tech 3     | Yamaha YZR-M1      | 28   | +48.011   | 13º     | 5     |
| 12º  | 5  | Colin Edwards    | NGM Mobile Forward Racing | FTR MGP13 Kawasaki | 28   | +1'03.154 | 14º     | 4     |
| 13º  | 41 | Aleix Espargaró  | Power Electronics Aspar   | ART GP13           | 28   | +1'07.600 | 6º      | 3     |
| 14º  | 7  | Hiroshi Aoyama   | Avintia Blusens           | FTR MGP13          | 28   | +1'15.528 | 15º     | 2     |
| 15º  | 9  | Danilo Petrucci  | Came IodaRacing Project   | Ioda-Suter MMX1    | 28   | +1'17.907 | 19º     | 1     |
| 16º  | 71 | Claudio Corti    | NGM Mobile Forward Racing | FTR MGP13 Kawasaki | 28   | +1'29.655 | 18º     |       |
| 17º  | 14 | Randy de Puniet  | Power Electronics Aspar   | ART GP13           | 28   | +1'33.990 | 16º     |       |
| 18º  | 70 | Michael Laverty  | Paul Bird Motorsport      | PBM 01             | 28   | +1'36.860 | 20º     |       |

### Ritirati
| Nº | Pilota          | Squadra                   | Motocicletta       | Giri | Griglia |
| -- | --------------- | ------------------------- | ------------------ | ---- | ------- |
| 67 | Bryan Staring   | GO&FUN Honda Gresini      | FTR MGP13 Honda    | 24   | 23º     |
| 8  | Héctor Barberá  | Avintia Blusens           | FTR MGP13          | 21   | 17º     |
| 68 | Yonny Hernández | Paul Bird Motorsport      | ART GP13           | 9    | 21º     |
| 17 | Karel Abraham   | Cardion AB Motoracing     | ART GP13           | 7    | 22º     |
| 29 | Andrea Iannone  | Energy T.I. Pramac Racing | Ducati Desmosedici | 3    | 12º     |
| 52 | Lukáš Pešek     | Came IodaRacing Project   | Ioda-Suter MMX1    | 3    | 24º     |

## Moto2
Dopo quattro gare senza salire sul gradino più alto del podio, Pol Espargaró del team Tuenti HP 40, autore della pole position nelle qualifiche, vince anche la gara. In questo modo il pilota spagnolo, giunto alla sua quarta affermazione stagionale, tredicesima in carriera nel motomondiale, riduce da 38 a 23 punti il divario in campionato da Scott Redding, con il pilota britannico del team Marc VDS Racing che mantiene il primo posto in classifica nel mondiale piloti ma perde molti punti, chiudendo soltanto sesto sul traguardo di questa gara.
Al secondo posto il pilota giapponese del team Italtrans Racing Takaaki Nakagami, che manca la vittoria, posizionandosi per la quarta volta consecutiva al secondo posto, con Esteve Rabat (compagno di squadra di Espargaró) al terzo posto.
Sono numerose le variazioni nella lista dei partecipanti a questa gara in confronto all'ultimo GP, con il team Federal Oil Gresini che sostituisce il pilota titolare Doni Tata Pradita con l'esordiente nel motomondiale Franco Morbidelli (il pilota italiano corre come pilota titolare nel campionato europeo Superstock 600), anche il team Idemitsu Honda Team Asia fa esordire in questa gara il pilota malese Azlan Shah, che prende la moto che era di Yūki Takahashi. Sostituisce invece entrambi i piloti il team Blusens Avintia, con il pilota argentino Ezequiel Iturrioz (anche per lui prima gara nel motomondiale) che sostituisce Toni Elías (lo spagnolo si sposta a correre nel campionato mondiale Superbike), e Dani Rivas che, vista la squalifica per due GP in quanto ritenuto colpevole di un incidente nel warm up del Gran Premio di Gran Bretagna, viene sostituito da Álex Mariñelarena. Confermata per la seconda gara consecutiva la presenza di Jason O'Halloran, che viene ancora ingaggiato dal team JiR Moto2 per sostituire l'infortunato Mike Di Meglio, mentre Gino Rea ottiene la sua sesta partecipazione stagionale tramite l'assegnazione di una wildcard.
Anthony West nel Gran Premio di Francia 2012 era risultato positivo a controlli antidoping, per tale motivo il 31 ottobre 2012 dopo il GP d'Australia è stata presa la decisione di annullare il risultato ottenuto in Francia e di squalificarlo per un mese, cosa che non gli ha permesso di partecipare all'ultima tappa del campionato 2012, a Valencia. In seguito, il 28 novembre 2013, vengono annullati tutti i suoi risultati ottenuti nei 17 mesi successivi al GP di Francia della stagione precedente, fra cui quello di questa gara.

### Arrivati al traguardo
| Pos. | Nº | Pilota              | Squadra                      | Motocicletta       | Giri | Tempo     | Griglia | Punti |
| ---- | -- | ------------------- | ---------------------------- | ------------------ | ---- | --------- | ------- | ----- |
| 1º   | 40 | Pol Espargaró       | Tuenti HP 40                 | Kalex Moto2        | 26   | 42'47.098 | 1º      | 25    |
| 2º   | 30 | Takaaki Nakagami    | Italtrans Racing             | Kalex Moto2        | 26   | +0.621    | 3º      | 20    |
| 3º   | 80 | Esteve Rabat        | Tuenti HP 40                 | Kalex Moto2        | 26   | +1.815    | 2º      | 16    |
| 4º   | 12 | Thomas Lüthi        | Interwetten Paddock          | Suter MMX2         | 26   | +12.919   | 4º      | 13    |
| 5º   | 77 | Dominique Aegerter  | Technomag carXpert           | Suter MMX2         | 26   | +14.925   | 10º     | 11    |
| 6º   | 45 | Scott Redding       | Marc VDS Racing              | Kalex Moto2        | 26   | +15.123   | 5º      | 10    |
| 7º   | 5  | Johann Zarco        | Came Iodaracing Project      | Suter MMX2         | 26   | +15.259   | 7º      | 9     |
| 8º   | 19 | Xavier Siméon       | Maptaq SAG Zelos             | Kalex Moto2        | 26   | +20.369   | 6º      | 8     |
| 9º   | 36 | Mika Kallio         | Marc VDS Racing              | Kalex Moto2        | 26   | +20.615   | 15º     | 7     |
| 10º  | 18 | Nicolás Terol       | Aspar Team                   | Suter MMX2         | 26   | +24.635   | 12º     | 6     |
| 11º  | 54 | Mattia Pasini       | NGM Mobile Racing            | Speed Up SF13      | 26   | +29.173   | 11º     | 5     |
| 12º  | 60 | Julián Simón        | Italtrans Racing             | Kalex Moto2        | 26   | +29.418   | 8º      | 4     |
| 13º  | 23 | Marcel Schrötter    | Maptaq SAG Zelos             | Kalex Moto2        | 26   | +29.458   | 9º      | 3     |
| 14º  | 15 | Alex De Angelis     | NGM Mobile Forward Racing    | Speed Up SF13      | 26   | +37.718   | 21º     | 2     |
| 15º  | 81 | Jordi Torres        | Aspar Team                   | Suter MMX2         | 26   | +39.314   | 24º     | 1     |
| 16º  | 4  | Randy Krummenacher  | Technomag carXpert           | Suter MMX2         | 26   | +42.796   | 18º     |       |
| 17º  | 49 | Axel Pons           | Tuenti HP 40                 | Kalex Moto2        | 26   | +42.938   | 23º     |       |
| 18º  | 52 | Danny Kent          | Tech 3                       | Tech 3 Mistral 610 | 26   | +48.222   | 13º     |       |
| 19º  | 96 | Louis Rossi         | Tech 3                       | Tech 3 Mistral 610 | 26   | +51.304   | 22º     |       |
| 20º  | 94 | Franco Morbidelli   | Federal Oil Gresini          | Suter MMX2         | 26   | +51.561   | 25º     |       |
| 21º  | 8  | Gino Rea            | Gino Rea Montaze Broz Racing | FTR M213           | 26   | +1'00.821 | 20º     |       |
| 22º  | 44 | Steven Odendaal     | Argiñano & Gines Racing      | Speed Up SF13      | 26   | +1'13.014 | 30º     |       |
| 23º  | 25 | Azlan Shah          | Idemitsu Honda Team Asia     | Moriwaki MD600     | 26   | +1'13.968 | 32º     |       |
| 24º  | 34 | Ezequiel Iturrioz   | Blusens Avintia              | Kalex Moto2        | 26   | +1'36.626 | 31º     |       |
| 25º  | 97 | Rafid Topan Sucipto | QMMF Racing                  | Speed Up SF13      | 25   | +1 giro   | 33º     |       |
| 26º  | 10 | Thitipong Warokorn  | Thai Honda PTT Gresini       | Suter MMX2         | 25   | +1 giro   | 29º     |       |

### Ritirati
| Nº | Pilota            | Squadra                   | Motocicletta  | Giri | Griglia |
| -- | ----------------- | ------------------------- | ------------- | ---- | ------- |
| 88 | Ricard Cardús     | NGM Mobile Forward Racing | Speed Up SF13 | 24   | 27º     |
| 22 | Jason O'Halloran  | JiR Moto2                 | TSR 6         | 16   | 26º     |
| 3  | Simone Corsi      | NGM Mobile Racing         | Speed Up SF13 | 10   | 14º     |
| 11 | Sandro Cortese    | Dynavolt Intact GP        | Kalex Moto2   | 9    | 17º     |
| 92 | Álex Mariñelarena | Blusens Avintia           | Kalex Moto2   | 2    | 16º     |
| 17 | Alberto Moncayo   | Argiñano & Gines Racing   | Speed Up SF13 | 1    | 28º     |

### Squalificato
| Nº | Pilota       | Squadra     | Motocicletta  | Giri | Tempo   | Griglia |
| -- | ------------ | ----------- | ------------- | ---- | ------- | ------- |
| 95 | Anthony West | QMMF Racing | Speed Up SF13 | 26   | +28.649 | 19º     |

## Moto3
Quarta vittoria stagionale per Álex Rins con la KTM RC 250 GP del team Estrella Galicia 0,0, con al secondo posto per 5 centesimi di distacco Maverick Viñales anche lui con moto KTM ma gestita dal team Calvo, e terzo Álex Márquez (compagno di squadra di Rins nel team Estrella Galicia 0,0) a completare un podio tutto di piloti spagnoli e tutti alla guida di moto KTM.
La situazione in campionato vede il capoclassifica Luis Salom, giunto quarto in questa gara, perdere punti dai suoi diretti rivali, con Rins che si porta secondo in graduatoria con un ritardo di 18 punti e Viñales terzo a meno 19 lunghezze dal vertice.
Da segnalare come, a partire da questo GP, il team Ambrogio Racing (che partecipa con i piloti Brad Binder e Luca Amato) cambia motociclette, lasciando le Suter MMX3 per passare alle Mahindra MGP3O.
In questo gara Andrea Locatelli e Luca Marini (fratellastro di Valentino Rossi) corrono grazie all'assegnazione di wildcard.

### Arrivati al traguardo
| Pos. | Nº | Pilota              | Squadra                      | Motocicletta   | Giri | Tempo     | Griglia | Punti |
| ---- | -- | ------------------- | ---------------------------- | -------------- | ---- | --------- | ------- | ----- |
| 1º   | 42 | Álex Rins           | Estrella Galicia 0,0         | KTM RC 250 GP  | 23   | 39'50.516 | 2º      | 25    |
| 2º   | 25 | Maverick Viñales    | Team Calvo                   | KTM RC 250 GP  | 23   | +0.050    | 3º      | 20    |
| 3º   | 12 | Álex Márquez        | Estrella Galicia 0,0         | KTM RC 250 GP  | 23   | +6.434    | 9º      | 16    |
| 4º   | 39 | Luis Salom          | Red Bull KTM Ajo             | KTM RC 250 GP  | 23   | +17.297   | 10º     | 13    |
| 5º   | 8  | Jack Miller         | Caretta Technology - RTG     | FTR M313       | 23   | +18.011   | 11º     | 11    |
| 6º   | 63 | Zulfahmi Khairuddin | Red Bull KTM Ajo             | KTM RC 250 GP  | 23   | +18.133   | 4º      | 10    |
| 7º   | 44 | Miguel Oliveira     | Mahindra Racing              | Mahindra MGP3O | 23   | +18.456   | 6º      | 9     |
| 8º   | 23 | Niccolò Antonelli   | GO&FUN Gresini               | FTR M313       | 23   | +18.604   | 5º      | 8     |
| 9º   | 65 | Philipp Öttl        | Tec Interwetten Moto3 Racing | Kalex KTM      | 23   | +24.892   | 13º     | 7     |
| 10º  | 5  | Romano Fenati       | San Carlo Team Italia        | FTR M313       | 23   | +25.113   | 15º     | 6     |
| 11º  | 31 | Niklas Ajo          | Avant Tecno                  | KTM RC 250 GP  | 23   | +27.619   | 21º     | 5     |
| 12º  | 7  | Efrén Vázquez       | Mahindra Racing              | Mahindra MGP3O | 23   | +27.634   | 14º     | 4     |
| 13º  | 84 | Jakub Kornfeil      | Redox RW Racing GP           | Kalex KTM      | 23   | +27.683   | 16º     | 3     |
| 14º  | 32 | Isaac Viñales       | Ongetta-Centro Seta          | FTR M313       | 23   | +27.834   | 8º      | 2     |
| 15º  | 61 | Arthur Sissis       | Red Bull KTM Ajo             | KTM RC 250 GP  | 23   | +27.899   | 18º     | 1     |
| 16º  | 19 | Alessandro Tonucci  | La Fonte Tascaracing         | FTR M313       | 23   | +36.083   | 20º     |       |
| 17º  | 89 | Alan Techer         | CIP Moto3                    | TSR3C          | 23   | +36.114   | 19º     |       |
| 18º  | 41 | Brad Binder         | Ambrogio Racing              | Mahindra MGP3O | 23   | +36.506   | 24º     |       |
| 19ª  | 22 | Ana Carrasco        | Team Calvo                   | KTM RC 250 GP  | 23   | +46.502   | 28ª     |       |
| 20º  | 17 | John McPhee         | Caretta Technology - RTG     | FTR M313       | 23   | +50.025   | 17º     |       |
| 21º  | 53 | Jasper Iwema        | RW Racing GP                 | Kalex KTM      | 23   | +50.606   | 33º     |       |
| 22º  | 11 | Livio Loi           | Marc VDS Racing              | Kalex KTM      | 23   | +50.881   | 23º     |       |
| 23º  | 77 | Lorenzo Baldassarri | GO&FUN Gresini               | FTR M313       | 23   | +51.047   | 27º     |       |
| 24º  | 21 | Luca Amato          | Ambrogio Racing              | Mahindra MGP3O | 23   | +51.505   | 35º     |       |
| 25º  | 55 | Andrea Locatelli    | Mahindra Racing              | Mahindra MGP3O | 23   | +1'18.168 | 26º     |       |
| 26º  | 9  | Toni Finsterbusch   | Kiefer Racing                | Kalex KTM      | 23   | +1'18.185 | 22º     |       |
| 27º  | 58 | Juanfran Guevara    | CIP Moto3                    | TSR3C          | 23   | +1'28.093 | 30º     |       |
| 28º  | 29 | Hyuga Watanabe      | La Fonte Tascaracing         | FTR M313       | 22   | +1 giro   | 32º     |       |

### Ritirati
| Nº | Pilota            | Squadra               | Motocicletta | Giri | Griglia |
| -- | ----------------- | --------------------- | ------------ | ---- | ------- |
| 57 | Eric Granado      | Mapfre Aspar          | Kalex KTM    | 22   | 7º      |
| 66 | Florian Alt       | Kiefer Racing         | Kalex KTM    | 16   | 34º     |
| 10 | Alexis Masbou     | Ongetta-Rivacold      | FTR M313     | 14   | 12º     |
| 3  | Matteo Ferrari    | Ongetta-Centro Seta   | FTR M313     | 12   | 25º     |
| 4  | Francesco Bagnaia | San Carlo Team Italia | FTR M313     | 8    | 31º     |
| 94 | Jonas Folger      | Mapfre Aspar          | Kalex KTM    | 3    | 1º      |
| 97 | Luca Marini       | Twelve Racing         | FTR M313     | 0    | 29º     |